# Diz Disley

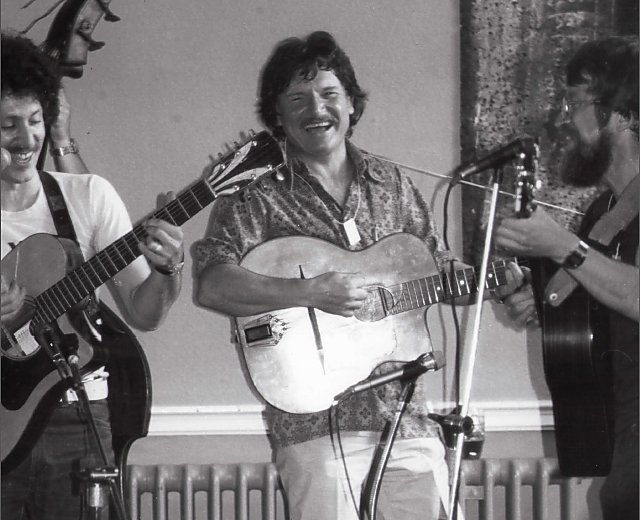
Diz Disley 1981 beim Essex Festival

Diz Disley (* 27. Mai 1931 in Winnipeg, Manitoba, als William Charles Disley; † 22. März 2010 in London) war ein kanadischer Gitarrist des Swing und Cartoonist.

## Leben und Wirken
Disley, der in Wales und Yorkshire aufwuchs, studierte am Leeds College of Art und war zunächst als Cartoonist tätig (u. a. für den Spectator und Melody Maker). Daneben war er ab 1949 Mitglied der Yorkshire Jazz Band. Nach seinem Militärdienst ging er 1953 nach London, wo er mit George Melly arbeitete sowie mit Ken Colyer, Cy Laurie, Sandy Brown, Kenny Ball und Alex Welsh. Seine eigenen Ensembles orientierten sich seit 1956 am Quintette du Hot Club de France. In den 1960er Jahren war er als Radiomoderator tätig (auch sagte er das erste Konzert der Beatles in London an) und verlagerte er seine Aktivitäten in die Clubs der Folkszene: Mit Dave Swarbrick und Martin Carthy spielte er Rags auf der Gitarre (Album Rags, Reels & Airs, 1967). Auch begleitete er Sandy Denny (Like an Old Fashioned Waltz). 1973 trug er entscheidend zu Stéphane Grappellis Comeback bei und spielte auch in den folgenden Jahren regelmäßig mit diesem und seinem Trio zusammen. Zwischen 1973 und 1983 entstanden 13 gemeinsame Alben. Mit Biréli Lagrène & Jan Jankeje nahm er 1984 in der Carnegie Hall auf. 1986 gründete er das Soho String Quintette mit dem Geiger Johnny Van Derrick sowie Nils Solberg, Jeff Green und Bassist David Etheridge als Rhythmusgruppe (Album Zing Went the Strings).
Ab 1988 leitete er einen Nachtclub in Almería (Spanien), bevor er in Kalifornien als Zeichner für die Studios von Walt Disney arbeitete. Gelegentlich trat er weiterhin auf, etwa mit Big Jay McNeely und mit Ray Campi. Dann kehrte er nach England zurück, wo er Traditional Jazz spielte.

## Lexigraphische Einträge
- Ian Carr, Digby Fairweather, Brian Priestley: Rough Guide Jazz. Der ultimative Führer zur Jazzmusik. 1700 Künstler und Bands von den Anfängen bis heute. Metzler, Stuttgart/Weimar 1999, ISBN 3-476-01584-X.